# Леополд II (Тоскана)
Леополд II (на немски: Leopold II; на италиански: Leopoldo II Giovanni Giuseppe Francesco Ferdinando Carlo d'Asburgo-Lorena; * 3 октомври 1797, Палацо Пити, Флоренция; † 29 януари 1870, Рим) от фамилията Хабсбург-Лотаринги, е велик херцог на Тоскана (1824 – 1859) и ерцхерцог на Австрия.

## Живот
Той е вторият син на велик херцог Фердинанд III (1769 – 1824) и първата му съпруга принцеса Мария-Луиза Бурбон-Неаполитанска (1773−1802). Внук е на император Леополд I.
През март 1799 г. войската на революционна Франция марширува в Тоскана и великата херцогска фамилия емигрира във Виена, Залцбург и Вюрцбург. След падането на Наполеон през 1814 г. той се връща 17-годишен обратно в Тоскана.
На 16 ноември 1817 г. се жени за принцеса Мария Анна Саксонска (1799 – 1832), дъщеря на принц Максимилиан Саксонски (1759 – 1838). На 18 юни 1824 г. последва умрелия си баща в управлението.
След смъртта на първата му съпруга Мария Анна, той се жени на 7 юни 1833 г. за принцеса Мария Антония от Неапол-Сицилия (1814 – 1898), дъщеря на крал Франц I от двете Сицилии (1777 – 1830).
Революциите от 1847/1848 г. през Рисорджиментото го карат да издаде Конституция на 15 февруари 1848 г. През април 1859 г. е задължен да се включи във войната на Кралство Сардиния-Пиемонт против Австрия. Понеже Леополд II се е задължил към Австрия за неутралитет, той напуска Тоскана с фамилията си на 27 април и се отказва от трона на 21 юли 1859 г. в полза на сина си Фердинанд IV от втория му брак. Тоскана след народно решение се присъединява през 1860 г. към Кралство Сардиния и така свършва владичеството на фамилията Хабсбург-Лотарингия-Тоскана.
През 1859 г. фамилията му се настанява в дворец Шлакенверт при Карлсбад. През 1860 г. Леополд II чрез наддаване получава бохемския дворец Брандайз, където се оттегля. Населението го избира за кмет на Шлакенверт и подновява града.
След като политическата ситуация в Италия малко се успокоява, той пътува със съпругата си през ноември 1869 г. на поклонение в Рим, където умира през нощта към 29 януари 1870 г. Погребан е в Тосканската гробница във Виена, част от императорската Капуцинска гробница.

## Деца
От първия брак с Мария Анна Саксонска има децата:
- Мария Каролина (1822 – 1841)
- Августа Фердинанда (1825 – 1864), ∞ 1844 принц Луитполд Баварски (1821 – 1912)
- Максимилиана (1827 – 1834)

От втория брак с Мария Антония има децата:
- Мария Изабела (1834 – 1901), омъжена за Франческо ди Паола ди Борбоне (1827 – 1892), граф на Трапани
- Фердинанд IV (1835 – 1908), велик херцог на Тоскана, женен 1. 1856 г. за Анна Мария Саксонска (1836 – 1859), 2. 1868 г. за Алиция от Бурбон-Парма (1849 – 1935)
- Мария Терезия (1836 – 1838)
- Мария Христина (1838 – 1849)
- Карл Салватор (1839 – 1892), принц на Тоскана, женен 1861 за Мария Имакулата от Неапол-Сицилия (1844 – 1899)
- Мария Анна (1840 – 1841)
- Райнер (1842 – 1844)
- Мария Луиза (1845 – 1917), ∞ 1865 княз Карл фон Изенбург-Бирщайн (1838 – 1899)
- Лудвиг Салватор (1847 – 1915), принц на Тоскана, неженен
- Йохан Салватор (* 1852; изчезнал, 1911 обявен за мъртъв), от 1889 Йохан Орт, 1886 г. отказва българската корона.

- Мария Анна Саксонска,
първа съпруга
- Мария Антония,
втора съпруга
- Синовете Йохан Салватор, Лудвиг Салватор, Фердинанд IV и Карл Салватор